# Quận Tippecanoe, Indiana
Quận Tppecanoe là một quận thuộc tiểu bang Indiana, Hoa Kỳ.
Quận này được đặt tên theo. Theo điều tra dân số của Cục điều tra dân số Hoa Kỳ năm 2000, quận có dân số 148.955 người. Quận lỵ đóng ở Lafayette6.

## Địa lý
Theo Cục điều tra dân số Hoa Kỳ, quận có diện tích km2, trong đó có km2 là diện tích mặt nước.

### Các xa lộ chính
- Interstate 65
- U.S. Route 52
- U.S. Route 231
- Indiana State Road 25
- Indiana State Road 26
- Indiana State Road 28
- Indiana State Road 38
- Indiana State Road 43

### Quận giáp ranh
- Quận White (bắc)
- Quận Carroll (đông bắc)
- Quận Clinton (đông)
- Quận Montgomery (nam)
- Quận Fountain (tây nam)
- Quận Warren (tây)
- Quận Benton (tây bắc)